# 11876 Doncarpenter
11876 Doncarpenter eller 1990 EM1 är en asteroid i huvudbältet som upptäcktes den 2 mars 1990 av den belgiske astronomen Eric W. Elst vid La Silla-observatoriet. Den är uppkallad efter Don Carpenter.
Den tillhör asteroidgruppen Vesta.